# Katherine Tupper Marshall
Katherine Tupper Marshall (* 8. Oktober 1882 in Harrodsville als Katherine Boyce Tupper; † 18. Dezember 1978 in Leesburg) war eine US-amerikanische Schauspielerin, Autorin und Generalsgattin.

## Leben
Katherine Tupper war eines der drei Kinder des Ehepaars Rev. Henry Allen Tupper und Marie Louise Tupper (geb. Pender). Ihr jüngerer Bruder Tristram sollte als Autor bekannt werden. Ihre Schwester, Allene Pender Tupper, war mit Sterling Byrd Lacy, einem früheren Vize-Gouverneur von Colorado, verheiratet.
Sie besuchte das Hollins College in Virginia, ehe sie in New York eine Ausbildung zur Schauspielerin begann. Nach ihrem Abschluss an der American Academy of Dramatic Arts ging sie an die Comédie-Française in Paris. Als Mitglied von Frank Bensons Shakespeare-Kompanie trat sie in Großbritannien auf; zu ihren Rollen gehörten die Ophelia, die Portia, Julia und Viola. Später kehrte sie in die USA zurück und schloss sich Richard Mansfields Truppe an.
Ihre erste Ehe schloss sie am 30. September 1911 mit dem Juristen Dr. Clifton Stevenson Brown. Dieser wurde im Jahr 1928 von einem unzufriedenen Klienten ermordet. Er hinterließ die drei Kinder Marie Pender Brown („Molly“), Clifton Stevenson Brown Jr. und Allen Tupper Brown, der 1944 im Zweiten Weltkrieg fiel.
Im Oktober 1930 heiratete sie in Baltimore den verwitweten George C. Marshall, den sie 1929 kennengelernt hatte. Unter den Hochzeitsgästen war John J. Pershing, einer der Kriegskameraden Marshalls aus dem Ersten Weltkrieg. Mit Marshall zog sie nach Fort Benning, wo dieser stationiert war. 1946 veröffentlichte sie ein Buch über ihr Leben an der Seite Marshalls, dessen Karriere mit dem Zweiten Weltkrieg einen steilen Aufschwung genommen hatte. Die Originalausgabe trug den Titel Together. Annals of an Army Wife.
Nach dem Krieg begleitete sie Marshall nach China, wo er zwischen den kommunistischen und den nationalistischen Kräften vermitteln sollte. Bei ihrer Rückkehr im Jahr 1947 hatte sie 352 Sorten von Berglilien im Gepäck, die sie auf den Botschaftsanwesen anpflanzte.
1959 wurde sie zum zweiten Mal Witwe. Sie starb im Alter von 96 Jahren im Loudoun Memorial Hospital in Leesburg. Nur eines ihrer Kinder aus erster Ehe, Molly Brown Winn, war damals noch am Leben; der ältere Sohn Clifton war 1952 gestorben, der jüngere Sohn Allen im Zweiten Weltkrieg in Italien gefallen. Katherine Tupper Marshall wurde auf dem Arlington National Cemetery bestattet. Ihre Enkelin Kitty Winn wurde Schauspielerin.